# Josef Wilhelm Rinck von Baldenstein

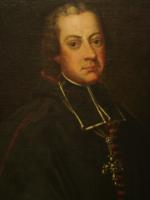
Josef Wilhelm Rinck von Baldenstein

Josef Wilhelm Rinck von Baldenstein (* 9. Februar 1704 auf Saignelégier; † 13. September 1762 in Pruntrut) war 1744 bis 1762 Fürstbischof des Fürstbistums Basel.

## Leben
Rinck von Baldenstein war der Sohn des fürstbischöflichen Vogts von Saint-Ursanne und späteren Hofrats Josef Wilhelm Rinck von Baldenstein. Josef Wilhelm begann seine Ausbildung im Jesuitenkolleg in Pruntrut und studierte danach Rechtswissenschaften in Freiburg im Breisgau. Bereits 1728 wurde er Mitglied des fürstbischöflichen Hofrats und 1732 wurde er in das Domkapitel gewählt. Die Berufung zum Domkapitular (1735) und die Priesterweihe (1736) folgten alsbald. Die Wahl zum Fürstbischof fand 1744 statt, die Bestätigung des Papstes und die Bischofsweihe waren noch im selben Jahr.
Nachdem er zunächst versuchte, eine neutrale Position zwischen dem Deutschen Reich und dem Königreich Frankreich einzunehmen, näherte er sich später Frankreich an, dem er ab 1758 sogar ein Subsidienregiment stellte. Seine merkantilistische Wirtschaftspolitik förderte die Infrastruktur (Strassenbau), die Eisenindustrie und die Forstwirtschaft. Am Jesuitenkolleg in Pruntrut begründete er eine theologische Fakultät.
Während seiner Regierungszeit wurde der Arlesheimer Dom grundlegend renoviert, wobei auch die Silbermannorgel eingebaut wurde.